# Langues de serpents
Langues de serpents (titre original : Tongues of Serpents) est un roman écrit par Naomi Novik, publié en 2010 puis traduit en français en 2011. Il est le sixième tome de la série de romans de fantasy Téméraire.

## Éditions
- Tongues of Serpents, Del Rey Books, 13 juillet 2010, 274 p.  (ISBN 978-0345496898)
- Langues de serpents, Le Pré aux Clercs, coll. « Fantasy », 17 mars 2011, trad. Guillaume Fournier, 364 p.  (ISBN 978-2842284350)
- Langues de serpents, Pocket, coll. « Pocket Science-fiction » no 7104, 14 mars 2013, trad. Guillaume Fournier, 474 p.  (ISBN 978-2266227223)